# One Thousand Ropes
One Thousand Ropes é um filme de drama neozelandês de 2017 dirigido e escrito por Tusi Tamasese. Foi selecionado como representante de seu país ao Oscar de melhor filme estrangeiro em 2018.

## Elenco
- Frankie Adams
- Uelese Petaia
- Beulah Koale
- Ene Petaia
- Anapela Polataivao
- Sima Urale